# Temporada 1986-87 de los New Jersey Nets
La temporada 1986-87 fue la undécima de los New Jersey Nets en la NBA, tras la fusión de la liga con la ABA, donde había jugado nueve temporadas, y la décima en su ubicación en Nueva Jersey. La temporada regular acabó con 24 victorias y 58 derrotas, ocupando el décimo puesto de la conferencia Este, no logrando clasificarse para los playoffs.

## Elecciones en elDraft
| Ronda | Puesto | Jugador           | Posición | Nacionalidad   | Universidad |
| ----- | ------ | ----------------- | -------- | -------------- | ----------- |
| 1     | 13     | Dwayne Washington | Base     | Estados Unidos | Syracuse    |

## Temporada regular
| División Atlántico   | División Atlántico | División Atlántico | División Atlántico | División Atlántico | División Atlántico | División Atlántico | División Atlántico | División Atlántico |
| Equipo               | G                  | P                  | %                  | PD                 | Casa               | Fuera              | Div                |                    |
| -------------------- | ------------------ | ------------------ | ------------------ | ------------------ | ------------------ | ------------------ | ------------------ | ------------------ |
| y-Boston Celtics     | 59                 | 23                 | .720               | –                  | 39–2               | 20–21              | 15–9               |                    |
| x-Philadelphia 76ers | 45                 | 37                 | .549               | 14                 | 28–13              | 17–24              | 12–12              |                    |
| x-Washington Bullets | 42                 | 40                 | .512               | 17                 | 27–14              | 15–26              | 13–11              |                    |
| New Jersey Nets      | 24                 | 58                 | .293               | 35                 | 19–22              | 5–36               | 12–12              |                    |
| New York Knicks      | 24                 | 58                 | .293               | 35                 | 18–23              | 6–35               | 8–16               |                    |

## Estadísticas
| Rk | Jugador           | Edad | P  | PT | MP   | TC  | TCI  | %TC  | T3  | T3I | %T3  | TL  | TLI | %TL   | RO  | RD  | RT   | AS  | RB  | TAP | BP  | FP  | PTS  |
| -- | ----------------- | ---- | -- | -- | ---- | --- | ---- | ---- | --- | --- | ---- | --- | --- | ----- | --- | --- | ---- | --- | --- | --- | --- | --- | ---- |
| 1  | Buck Williams     | 26   | 82 | 82 | 36.3 | 6.4 | 11.4 | .557 | 0.0 | 0.0 | .000 | 5.2 | 7.2 | .731  | 3.9 | 8.5 | 12.5 | 1.6 | 1.0 | 1.1 | 3.4 | 3.8 | 18.0 |
| 2  | Orlando Woolridge | 27   | 75 | 53 | 35.2 | 7.4 | 14.2 | .521 | 0.0 | 0.1 | .125 | 5.8 | 7.5 | .777  | 1.6 | 3.3 | 4.9  | 3.5 | 0.7 | 1.1 | 2.8 | 3.2 | 20.7 |
| 3  | Mike Gminski      | 27   | 72 | 66 | 31.6 | 6.0 | 13.2 | .457 | 0.0 | 0.0 |      | 4.3 | 5.1 | .846  | 2.7 | 6.1 | 8.8  | 1.4 | 0.7 | 1.0 | 1.8 | 2.2 | 16.4 |
| 4  | Tony Brown        | 26   | 77 | 67 | 30.4 | 4.6 | 10.5 | .442 | 0.1 | 0.3 | .250 | 2.0 | 2.7 | .738  | 1.1 | 1.8 | 2.8  | 3.4 | 1.2 | 0.2 | 2.0 | 3.5 | 11.3 |
| 5  | Ray Williams      | 32   | 32 | 14 | 25.0 | 4.1 | 9.1  | .452 | 0.2 | 0.9 | .250 | 1.5 | 1.9 | .817  | 0.8 | 1.5 | 2.3  | 5.8 | 1.2 | 0.3 | 2.9 | 3.5 | 9.9  |
| 6  | Leon Wood         | 24   | 76 | 7  | 22.8 | 2.5 | 6.6  | .373 | 0.8 | 2.6 | .300 | 1.6 | 2.0 | .799  | 0.3 | 1.3 | 1.6  | 4.9 | 0.6 | 0.0 | 1.4 | 1.7 | 7.3  |
| 7  | Pearl Washington  | 23   | 72 | 61 | 22.2 | 3.6 | 7.5  | .478 | 0.1 | 0.3 | .167 | 1.4 | 1.7 | .784  | 0.5 | 1.3 | 1.8  | 4.2 | 1.3 | 0.1 | 2.4 | 2.6 | 8.6  |
| 8  | Albert King       | 27   | 61 | 15 | 21.2 | 4.0 | 9.4  | .426 | 0.2 | 0.5 | .406 | 1.3 | 1.6 | .810  | 1.3 | 2.2 | 3.5  | 1.7 | 0.6 | 0.5 | 1.7 | 2.9 | 9.5  |
| 9  | Otis Birdsong     | 31   | 7  | 6  | 18.1 | 2.7 | 6.0  | .452 | 0.0 | 0.1 | .000 | 0.9 | 1.3 | .667  | 0.4 | 0.6 | 1.0  | 2.4 | 0.4 | 0.0 | 1.3 | 2.3 | 6.3  |
| 10 | Darryl Dawkins    | 30   | 6  | 2  | 17.7 | 3.3 | 5.3  | .625 | 0.0 | 0.0 |      | 2.8 | 4.0 | .708  | 1.5 | 1.7 | 3.2  | 0.3 | 0.3 | 0.5 | 2.5 | 4.2 | 9.5  |
| 11 | Kevin McKenna     | 28   | 56 | 3  | 16.8 | 2.7 | 6.0  | .454 | 0.9 | 2.2 | .419 | 0.8 | 1.0 | .754  | 0.4 | 1.0 | 1.4  | 1.7 | 1.0 | 0.1 | 0.9 | 2.5 | 7.2  |
| 12 | James Bailey      | 29   | 34 | 2  | 15.9 | 3.3 | 7.0  | .469 | 0.0 | 0.0 |      | 1.7 | 2.4 | .725  | 1.4 | 2.6 | 4.0  | 0.6 | 0.4 | 0.7 | 1.6 | 3.5 | 8.3  |
| 13 | Ben Coleman       | 25   | 68 | 7  | 15.1 | 2.7 | 4.6  | .581 | 0.0 | 0.0 | .000 | 1.3 | 1.8 | .727  | 1.5 | 2.8 | 4.2  | 0.5 | 0.5 | 0.5 | 1.4 | 2.9 | 6.6  |
| 14 | Jeff Turner       | 24   | 76 | 22 | 13.2 | 2.0 | 4.3  | .465 | 0.0 | 0.0 | .000 | 1.0 | 1.4 | .731  | 1.1 | 1.5 | 2.6  | 0.8 | 0.4 | 0.2 | 1.1 | 2.6 | 5.0  |
| 15 | Pace Mannion      | 26   | 23 | 3  | 12.3 | 1.3 | 4.1  | .330 | 0.1 | 0.4 | .333 | 0.8 | 1.3 | .581  | 0.4 | 1.3 | 1.7  | 2.0 | 0.8 | 0.2 | 1.0 | 1.4 | 3.6  |
| 16 | Michael Wilson    | 27   | 5  | 0  | 8.6  | 0.6 | 1.6  | .375 | 0.0 | 0.0 |      | 0.4 | 0.4 | 1.000 | 0.2 | 0.6 | 0.8  | 1.2 | 0.2 | 0.0 | 0.8 | 1.8 | 1.6  |
| 17 | Chris Engler      | 27   | 18 | 0  | 7.2  | 0.9 | 1.7  | .516 | 0.0 | 0.0 |      | 0.4 | 0.7 | .667  | 0.8 | 1.1 | 1.8  | 0.2 | 0.2 | 0.5 | 0.6 | 1.3 | 2.2  |